# Charlotte Bonin
Charlotte Bonin (pron. fr. AFI: [ʃaʁlɔt bɔnɛ̃]) (Aosta, 10 febbraio 1987) è una triatleta italiana professionista, appartenente al Gruppo Sportivo Fiamme Azzurre della Polizia Penitenziaria. Ha partecipato ai Giochi della XXIX Olimpiade nel 2008 a Pechino e ai Giochi della XXXI Olimpiade nel 2016 a Rio de Janeiro. In qualità di guida della paratriatleta non vedente Anna Barbaro, ha partecipato ai XVI Giochi paralimpici estivi di Tokyo nel 2021 vincendo la medaglia d'argento e ai XVII Giochi paralimpici estivi di Parigi nel 2024.

## Biografia

### Infanzia ed esordi nell'agonismo
Nata ad Aosta il 10 febbraio 1987 da Enrico e Cinzia Lanzini, entrambi con trascorsi sportivi di buon livello nel calcio e nella pallavolo, è cresciuta a Gressan. Risiede a Quart. È sposata dal 2022 con Matteo Chatrian, con cui ha avuto la figlia Alizée, nata a marzo 2023. Ha un fratello, Mattia, con un passato sportivo nello sci alpino e attualmente maestro di sci nel comprensorio sciistico di Pila Gressan.
Grazie all’indirizzo dei genitori, Charlotte si accosta fin da tenera età al mondo sportivo praticando sci alpino e nuoto a livello competitivo. Partecipa al circuito locale valdostano delle gare di martze a pià (gare di podismo) e nel frattempo si specializza nel mezzofondo in atletica leggera vestendo la maglia della società Atletica Sandro Calvesi di Lyana Calvesi. Nel 2002 conquista i campionati italiani nella categoria cadetti nella gara dei 2000 m piani a Formia.

### Esordio nel triathlon
Nel 2002 Charlotte si avvicina al mondo del triathlon in seguito ad un infortunio alle anche che la costringe a restare lontana dalla corsa. In questo periodo entra a far parte del sodalizio sportivo Triathlon Valle d’Aosta grazie al quale si appassiona a questa multidisciplina. La necessità di alternare tre discipline in una sola gara affascina la giovane Charlotte. La passione che ne nasce e l’impegno messo in campo la portano a conquistare fin da subito medaglie e a segnare in maniera definitiva il suo futuro agonistico e professionale.
Nel 2004, infatti, vince due importanti medaglie di bronzo: ai Campionati del mondo di aquathlon di Madeira (Portogallo) e ai campionati europei junior di Losanna (Svizzera). In quegli anni conquista diversi campionati italiani nelle categorie giovanili e medaglie ai relativi campionati europei.
Il 25 aprile 2005 Charlotte è vittima di un incidente stradale durante la fase di riscaldamento di una gara a cui si accinge a partecipare. Nella fase di riabilitazione, emergono le caratteristiche di tenacia e di forza d’animo dell’atleta sempre sostenuta dalla sua famiglia.
Nel dicembre dello stesso anno, Charlotte vince il concorso per entrare a far parte del Gruppo Sportivo Fiamme Azzurre nella sezione triathlon; nello stesso concorso, anche Carolina Kostner entra a far parte di questo gruppo sportivo.

### Stagione olimpica Pechino (2006 - 2008)
Nel 2006 inizia il suo percorso nella categoria Élite con un 5º posto all'ITU di Sanremo per poi vincere i campionati italiani assoluti distanza sprint a Lecco. Nello stesso anno, vince la medaglia di bronzo ai campionati europei under 23 a squadre a Fiume e inizia a partecipare alle gare di coppa del mondo ottenendo punti importanti per la sua qualifica olimpica. Nel 2007, diventa vicecampionessa italiana assoluta sia nella distanza olimpica a Tarzo Revine che in quella sprint a Lecco. Nello stesso anno, sale sul terzo gradino del podio ai campionati mondiali a squadre in Ungheria e continua il suo percorso di qualifica olimpica ottenendo in particolare un 12°, un 16º e un 20º posto nelle gare di coppe del mondo di Richards Bay (Sudafrica), Vancouver ed Edmonton (Canada).
Nel 2008 Charlotte conquista il titolo di campionessa italiana assoluta distanza olimpica a Tarzo Revine. In quell’anno, grazie al 14º posto nella gara di coppa del mondo di Tongyeong (Corea del Sud) e ad altri piazzamenti, Charlotte raggiunge la qualifica olimpica per Pechino occupando uno dei due slot disponibili per l’Italia.
A Pechino, ai Giochi della XXIX Olimpiade, Charlotte gareggia, per sorteggio, con il pettorale n. 1. Il risultato finale della competizione olimpica viene pregiudicato da una caduta di gruppo nella frazione di ciclismo in cui Charlotte stessa rimane coinvolta ma riesce a concludere la gara classificandosi al 44º posto.

### Stagione olimpica Londra (2009 - 2012)
Un altro incidente in bici compromette l'anno post olimpico che la vede comunque terza ai campionati italiani élite a squadre e vicecampionessa italiana under 23 a Lido delle Nazioni.
Nello stesso anno, Charlotte consegue il diploma di maturità linguistica al Liceo Linguistico di Courmayeur dopo aver accantonato momentaneamente gli studi per dare priorità al percorso olimpico cinese. Charlotte si trasferisce a Marostica grazie al supporto della Federazione Italiana Triathlon ed è seguita dall’allenatore Sergio Contin.
Nel 2010 ottiene un bronzo a squadre nei campionati universitari a Valencia (Spagna) e un argento all'europeo assoluto a squadre ad Athlone (Irlanda). Campionessa italiana a squadre a Lido delle Nazioni, vice campionessa italiana distanza olimpica a Verbania e terza in quella sprint a Lecco, gareggia anche nella categoria under 23 ottenendo un 4º posto individuale e la medaglia d’argento a squadre agli europei in Portogallo e un 10° ai mondiali a Budapest.
Il 2011 inizia con la vittoria nell'ITU di La Paz (Argentina) per poi ottenere la medaglia di bronzo ai campionati europei a squadre a Pontevedra (Spagna). Partecipa al massimo circuito mondiale nelle prove di WCS cercando punti per la qualifica alle olimpiadi di Londra e ottiene la medaglia di bronzo ai campionati italiani assoluti a squadre a Rimini. Fa anche parte della squadra tedesca EJOT nella Bundesliga. Continui problemi ed infortuni alla gamba e alla caviglia sinistra le impongono numerosi stop nel corso della preparazione causandone la mancata qualificazione ai giochi olimpici londinesi. È la terza italiana nel ranking di qualifica olimpica.
Charlotte non si perde d’animo e ottimizza il tempo iniziando un percorso di riabilitazione e potenziamento per migliorare la funzionalità della caviglia con il fisioterapista Fabrizio Borello. Charlotte inizia quindi il suo percorso di allenamento con il supporto di Mario Miglio e Angelo Tozzi (in precedenza, grande importanza è stata rivestita da Pierangelo Ghibaudo, suo allenatore nel nuoto). Al termine dell’anno olimpico, Charlotte si rimette in forma e conquista il terzo gradino del podio ai campionati italiani di Tirrenia.

### Stagione olimpica Rio de Janeiro (2013 - 2016)
Inizia il terzo quadriennio olimpico per l’atleta di Gressan che decide di trasferirsi a Novara grazie al supporto della Federazione Italiana Triathlon. Questo sarà il quadriennio della consacrazione definitiva che le riserverà le più grandi soddisfazioni individuali nella triplice disciplina.
Nel 2013 Charlotte raggiunge traguardi soddisfacenti che la fanno risalire nel ranking mondiale e le permettono di partecipare alla qualifica olimpica brasiliana. A fine agosto 2013 Charlotte conquista, a Sapri, il suo terzo campionato italiano élite, il secondo sulla distanza olimpica e dedica la vittoria al nonno Renato, suo grandissimo tifoso, scomparso pochi giorni prima.
È con il 2014 che arrivano risultati importanti per l’atleta valdostana. Sono da ricordare nelle gare di WCS e Word cup il 5º posto di Chicago, l’8º posto a Stoccolma e a Cartagena (Colombia) e il 10° a Tiszaujvaros (Ungheria). A giugno 2014, nella località austriaca di Kitzbühel, Charlotte conquista il 7º posto ai campionati europei élite e diventa il giorno successivo campionessa europea nella staffetta mista insieme ai compagni Annamaria Mazzetti, Alessandro Fabian e Matthias Steinwandter. Questo risultato rappresenta un unicum nella storia del triathlon italiano.
Il 2015 e l’inizio del 2016 sono condizionati dagli strascichi di un virus intestinale preso da Charlotte durante una competizione, come è avvenuto per altri atleti. Questo virus debilita Charlotte e il suo fisico non reagisce in maniera ottimale ai carichi di lavoro. L’atleta si imbatte in una situazione di sovrallenamento che le procura anche uno scompenso relativo ad intolleranze alimentari importanti. Sempre sostenuta dalla sua famiglia e grazie alla collaborazione con il biologo nutrizionista Sacha Sorrentino, Charlotte riesce a ritrovare l’equilibrio fisico e buone sensazioni atletiche che le permettono di guadagnarsi gli ultimi punti che le assicurano la partecipazione alla sua seconda olimpiade.
La gara olimpica di Rio de Janeiro, ai Giochi della XXXI Olimpiade, vede Charlotte nelle posizioni di testa fin da inizio gara: l’atleta valdostana esce nelle prime posizioni dall’acqua sulla spiaggia di Copacabana e rimane nel gruppo di testa nella frazione di ciclismo. Conclude la frazione di corsa tagliando il traguardo in 17ª posizione, prima delle italiane.

### Stagione paralimpica Tokyo (2017 - 2021)
Nell’anno post olimpico, Charlotte rimane nel G.S. Fiamme Azzurre e cerca nuovi stimoli provando ad allungare le distanze della sua specialità, preparandosi per la distanza 70.3 (mezzo Ironman).
A giugno 2018, durante un allenamento, però, viene, per l'ennesima volta, investita da un furgoncino che le procura punti di sutura e contusioni in varie parti del corpo. Mostrando una delle sue doti più rappresentative, Charlotte riesce a superare anche questo terzo incidente e a partecipare a settembre al Challenge Walchsee 70.3 (Austria) classificandosi 7º donna pro. Poche settimane dopo, a Lerici, vince il suo quarto titolo italiano assoluto élite, il terzo nella distanza olimpica.
Nel 2019, inizia quella che Charlotte definisce “la sua seconda vita sportiva”. Con il consenso del suo gruppo sportivo Fiamme Azzurre, entra a far parte della nazionale italiana di Paratriathlon in veste di guida dell’atleta non vedente Anna Barbaro. Inizia così il suo percorso di qualifica in coppia con la paratriatleta reggina verso i giochi paralimpici di Tokyo 2020. Nelle prime gare di qualifica, tra cui il Mondiale di Losanna (Svizzera), la coppia di atlete non riesce a dimostrare il proprio valore a causa di alcuni problemi meccanici al tandem. La strada risulta essere così subito in salita. Concludono il 2019 riportando però due vittorie in coppa del mondo (Banyoles, Spagna e Alanya, Turchia), un terzo posto all’europeo di Valencia (Spagna) e il titolo italiano di categoria a Marina di Massa. 
Il pass paralimpico lo raggiungono in maniera definitiva nel febbraio 2020 con la vittoria nel circuito WPS a Devonport (Australia). Terminata quest’ultima gara, il team di paratriatleti e dei tecnici riesce a rientrare in Italia appena prima della chiusura generalizzata delle frontiere a causa del Covid-19. In conseguenza alla propagazione del virus pandemico, i giochi olimpici e paralimpici vengono rimandati di un anno e il binomio Charlotte/Anna continua ad affinare la propria preparazione a casa. Nell’ottobre 2020, vincono il loro secondo campionato italiano della categoria PTVI a San Benedetto del Tronto.
L’anno 2021 è caratterizzato da un’intensa attività di preparazione in raduni collegiali. A giugno 2021 Charlotte ottiene sempre in binomio con Anna un ottimo secondo posto nella WPS di Leeds (Regno Unito), traguardo questo che rappresenta un buon riscontro sulla preparazione fatta e sul potenziale delle due atlete. Archiviato anche il terzo titolo italiano di categoria a Marina di Massa, la coppia si presenta nelle migliori condizioni fisiche e mentali per affrontare la competizione paralimpica a Tokyo.
Il 28 agosto 2021, Anna e Charlotte si presentano sul pontone di partenza dei XVI Giochi paralimpici estivi. Le paratlete italiane escono dalla prima frazione di nuoto in terza posizione dietro alla coppia spagnola e alla coppia canadese. Nella frazione di ciclismo, le atlete spagnole prendono ampio vantaggio sulle dirette inseguitrici mentre il duo italiano tallona da vicino la seconda posizione. La seconda transizione veloce del team italiano si rivela fondamentale per superare le canadesi e iniziare la terza ed ultima fase di gara in seconda posizione. Posizione mantenuta fino all’arrivo nonostante la rimonta delle francesi e delle inglesi. Dopo l’eccellente risultato paralimpico, il duo italiano si riconferma dopo poco nei campionati mondiali di Abu Dhabi (Emirati Arabi) concludendo così l’anno con un’altra medaglia d’argento al collo. 

### Stagione paralimpica Parigi (2022 - 2024)
Nel 2022, cambiano gli attori in gioco, ma il risultato non cambia. A Charlotte viene proposto di gareggiare con l’atleta ipovedente Francesca Tarantello e insieme vincono sia i campionati italiani di paraduathlon a San Benedetto del Tronto che di paratriathlon a Marina di Massa. A giugno 2022, Charlotte sposa Matteo Chatrian e a marzo 2023 nasce la piccola Alizée.
Rispettando i tempi fisiologici post partum, Charlotte decide di proseguire la sua carriera professionale di atleta anche su richiesta della sua compagna e amica Anna Barbaro con l’obiettivo di provare a qualificarsi ai giochi paralimpici di Parigi 2024.
A sei mesi dal parto, Charlotte conquista insieme ad Anna Barbaro il 6º posto al mondiale di Pontevedra (Spagna); in ambito para world cup il 2º posto a Malaga (Spagna) e il 3° a Taranto. La caccia al pass paralimpico continua anche nel 2024 conquistando un 2° posto nella coppa del mondo a Samarcanda (Uzbekistan) e due 4° posti nel circuito WPS a Devonport (Australia) e Swansea (Regno Unito). La conquista della qualificazione sembrava ormai cosa fatta quando, nell’ultima gara di WPS a Montréal (Canada), un inaspettato risultato del binomio brasiliano, fino a quel momento stabilmente posizionato dietro le italiane in classifica generale, fa retrocedere la coppia Barbaro/Bonin in decima posizione del ranking. Questo significa essere le prime delle escluse dalla qualificazione paralimpica. A questo punto, la Federazione italiana Triathlon e il Comitato Italiano Paralimpico presentano alla Federazione internazionale World Triathlon la richiesta di wild card per la coppia Barbaro/Bonin. Questa possibilità è ammessa dal regolamento perché la Federazione Internazionale si riserva il diritto di assegnare uno slot di qualifica per ciascuna categoria. Le motivazioni per cui è stata presentata e accettata tale richiesta sono il titolo di vicecampionesse paralimpiche in carica, la tenacia e la determinazione dimostrata dalle atlete diventate da poco mamme che ha influito sulla mancata partecipazione alle prime gare di qualifica del triennio paralimpico, l’esiguo distacco di punteggio presente all’interno della categoria PTVI Women.
Dopo alcune incertezze dovute al meteo e ai valori biologici della Senna prevedendo ipoteticamente qualche spostamento di data, il 2 settembre 2024, Anna e Charlotte si presentano sul pontone di partenza nei pressi del ponte Alexandre III per i XVII Giochi paralimpici estivi. Questa volta, le due atlete si presentano in gara consce del fatto che le possibilità di medaglia sono pochissime ma si impegnano oltremodo a vendere cara la pelle. Infatti, le due atlete italiane escono in seconda posizione dall’acqua della Senna e concludono in quarta posizione la frazione di ciclismo. Purtroppo, nella frazione di corsa, Anna Barbaro non riesce ad esprimersi sui suoi livelli abituali e il binomio italiano conclude in 10° posizione.
La felicità più grande per Charlotte è stata quella di abbracciare poco dopo l’arrivo tutta la sua famiglia compresa la piccola Alizée.

### Altre attività
Come preparazione propedeutica alla sua attività sportiva principale, Charlotte partecipa a differenti gare di podismo, di corsa in montagna, di martze a pià e di sci alpinismo. Da annoverare tra i risultati di livello ottenuti: il 2º posto ai campionati italiani di sci alpinismo nella specialità Vertical a Valtournenche nel 2018; il 2º posto ai campionati italiani di skysnow Fisky di Gressoney Saint Jean nel 2022; vincitrice femminile del circuito valdostano di martze a pià AVMP nel 2019; il 1º posto femminile alla gara Monterosa SkiAlp nel 2018 con l’amica Tatiana Locatelli.

## Caratteristiche tecniche
Charlotte Bonin ha sempre avuto nel nuoto e nel ciclismo i suoi punti di forza grazie ad un’ottima acquaticità e forza mentre la corsa ha risentito in maniera importante dei numerosi infortuni alla caviglia subiti negli anni. A detta di molti, tecnici e semplici appassionati, sue sono caratteristiche quali tenacia, spirito di sacrificio e dedizione nonché un’innata sopportazione a carichi di lavoro elevati.

## Palmarès
2002
- Argento Campionati Italiani Assoluti Triathlon a squadre (Marina di Pietrasanta)

2003
- Bronzo Campionati Italiani Assoluti Triathlon a squadre (Rimini)
- Oro Campionessa Europea Junior Duathlon a squadre (Varallo Sesia)
- 5^ Campionati Europei Duathlon Junior (Varallo Sesia)

2004
- Bronzo Campionati Mondiali di Aquathlon Elite (Madera)
- 7^ Campionati Mondiali di Triathlon Junior (Madera)
- Oro Campionessa Europea di Triathlon Youth a staffetta (Montalto di Castro)
- Bronzo Campionati Europei Triathlon Junior (Losanna)
- Bronzo Campionati Europei Triathlon a squadre Junior (Losanna)
- Argento Campionati Europei Duathlon a squadre Junior (Swansea)
- Bronzo Campionati Italiani Elite Triathlon sprint (Imperia)

2005
- Argento Campionati Europei Triathlon Junior (Alessandropoli)
- Argento Campionati Europei Triathlon a squadre Junior (Alessandropoli)
- Argento Campionati Italiani Assoluti Aquathlon (Venezia)
- 5^ Campionati Mondiali Elite di Aquathlon (Gamagōri)
- 12^ Campionati Mondiali Triathlon Junior (Gamagōri)
- Argento Campionati Italiani Elite Triathlon sprint (Rimini)

2006
- Oro Campionessa Italiana di Duathlon a squadre (Villaggio Pergusa)
- Oro Campionessa Italiana di Triathlon a squadre (Riccione)
- 5^ ITU Premium European Cup Triathlon olimpico (Sanremo)
- 6^ Campionati Europei Triathlon Junior (Autun)
- Oro Campionessa Italiana Elite di Triathlon Sprint (Lecco)
- 6^ Campionati Mondiali Triathlon Junior (Losanna)
- 9^ Campionati Europei Triathlon U23 (Fiume)
- Bronzo Campionati Europei a Squadre Under 23 (Fiume)
- Oro Campionessa europea di Duathlon a staffetta Junior (Rimini)

2007
- 12^ World Cup (Richards Bay)
- 16^ World Cup (Vancouver)
- Argento Campionati Italiani di Triathlon olimpico Elite (Tarzo)
- Argento Campionati Italiani Militari/Interforze (Tarzo)
- Argento Campionati Italiani Triathlon Sprint (Lecco)
- Bronzo Campionati del Mondo di Staffetta (Tiszaújváros)
- Oro Campionessa italiana di Aquathlon (Napoli)
- Oro Campionessa italiana di Aquathlon a staffetta (Napoli)

2008
- 14^ World Cup (Tongyeong)
- Oro Campionessa italiana Elite di Triathlon Olimpico (Tarzo)
- Oro Campionessa italiana Militari/Interforze (Tarzo)
- 44^ Olimpiadi di Pechino

2009
- Argento Campionati Italiani Assoluti Triathlon a staffetta (Pella)
- Argento Campionati Italiani Under 23 Triathlon Olimpico (Lido delle Nazioni)

2010
- 11^ World Cup (Ishigaki)
- Bronzo Campionati del Mondo Universitari a squadre (Valencia)
- Argento Campionati Europei Triathlon Mixed Relay (Athlone)
- Bronzo Campionati Italiani Assoluti Triathlon Sprint (Lecco)
- 4^ ITU European Cup Triathlon Olimpico (Ginevra)
- 4^ Campionati Europei Triathlon Olimpico Under 23 (Vila Nova de Gaia)
- Argento Campionati Europei Triathlon Under 23 Mixed Relay (Vila Nova de Gaia)
- 10^ Campionati Mondiali Under 23 Triathlon Olimpico (Budapest)
- Argento Campionati Italiani Assoluti Triathlon Olimpico (Verbania)
- Oro Campionessa italiana Assoluti Triathlon a Staffetta (Lido delle Nazioni)

2011
- Oro ITU Panamerican Cup Triathlon Olimpico (La Paz)
- 21^ Campionati Europei Triathlon Olimpico Elite (Pontevedra)
- Bronzo Campionati Europei Triathlon Mixed Relay (Pontevedra)
- 12^ Campionati del Mondo Triathlon Elite Mixed Relay (Losanna)
- Bronzo Campionati Italiani Assoluti Triathlon Staffetta (Rimini)

2012
- Oro IRON TOUR (Isola d'Elba)
- 5^ ITU Triathlon Olimpico European Cup (Karlovy Vary)
- 8^ ITU Triathlon Sprint European Cup (Palermo)
- Bronzo Campionati Italiani Assoluti Triathlon Sprint (Tirrenia)
- Bronzo Campionati Italiani Assoluti di Triathlon Mixed Relay (Tirrenia)

2013
- Oro Duathlon Sprint Mugello Circuit (Scarperia)
- 4^ Campionati Italiani Assoluti Duathlon Sprint (Romano di Lombardia)
- 4^ Quarteira ITU Triathlon European Cup Olimpico (Portogallo)
- 5^ World Cup (Ishigaki)
- 9^ Banyoles ITU Triathlon European Cup Olimpico (Spagna)
- Oro Triathlon Sprint (Recetto)
- 21^ ITU Triathlon World Cup Series (Madrid)
- 16^ Campionati Europei Triathlon Elite Olimpico (Alanya)
- Bronzo Alpen Triathlon Bundesliga 2ª tappa (Schliersee)
- 24^ ITU Triathlon World Cup Series (Kitzbühel)
- 21^ ITU Triathlon World Cup Series (Stoccolma)
- Oro Campionessa italiana Assoluti Triathlon Olimpico (Sapri)
- 16ª Gran Final Triathlon World Cup Series (Londra)
- 23^ World Cup (Alicante)
- Argento Campionati Italiani Assoluti Triathlon Mixed Relay (Lovadina)

2014
- Bronzo Duathlon Sprint Mugello Circuit (Scarperia)
- Argento Campionati Italiani Assoluti Duathlon Mixed Relay (Nerviano)
- 18^ ITU Triathlon World Cup Series (Città del Capo)
- Oro Grand Prix Italia (Rimini)
- 8^ Grand Prix FFTRI individuale Issy Club (Dunkerque)
- Bronzo Grand Prix FFTRI a squadre Issy Club (Dunkerque)
- 16^ ITU Triathlon World Cup Series (Londra)
- 7^ Campionati Europei di Triathlon Elite (Kitzbühel)
- Oro Campionessa Europea di Triathlon Elite a staffetta (Kitzbühel)
- 5^ ITU Triathlon World Cup Series (Chicago)
- 5º Campionato tedesco individuale Ejot Team Bundesliga (Amburgo)
- Oro Campionato tedesco a squadre Ejot Team Bundesliga (Amburgo)
- 21^ ITU Triathlon World Cup Series (Amburgo)
- 7^ Campionati Mondiali di Triathlon Elite Mixed Relay (Amburgo)
- 10^ ITU World Cup (Tiszaújváros)
- 8^ ITU Triathlon World Cup Series (Stoccolma)
- 8^ ITU Triathlon World Cup Series (Cartagena de Indias)
- Oro Campionessa Nazionale Bundesliga a squadre, con Ejot Team TV – Germania

2015
- Oro Campionessa italiana Assoluti Duathlon Mixed Relay (Povegliano)
- 28^ ITU Triathlon World Cup Series (Città del Capo)
- Oro Triathlon Sprint Montefiascone (Viterbo)
- Oro Triathlon Sprint Del Drago (Terni)
- Oro Campionessa italiana Assoluti Triathlon Mixed Relay (Riccione)
- 30^ World Cup (Tongyeong)

2016
- 30^ World Cup (New Plymouth)
- 24^ ITU Triathlon World Cup Series (Gold Coast)
- 28^ ITU Triathlon World Cup Series (Città del Capo)
- 15^ World Cup (Huatulco)
- 19^ ITU Triathlon World Cup Series (Amburgo)
- 17^ Olimpiadi di Rio de Janeiro
- 12^ Grand Prix FFTRI individuale Issy Club (Quiberon)
- 31^ ITU Triathlon World Cup Series Grand Final (Cozumel)
- Argento Campionati nazionali francesi femminili a squadre (La Roche-sur-Yon)
- Argento Campionati nazionali francesi combinata a squadre (La Roche-sur-Yon)

2017
- Oro Triathlon International Mont-Blanc Olimpico (lago di Passy)
- Oro Triathlon International Mont-Blanc a staffetta (lago di Passy)

2018
- Oro Triathlon Olimpico (Lerici)
- Oro Triathlon lago di Osiglia Sprint (Osiglia)
- Oro Triathlon International du Mont-Blanc Sprint Sprint (lago di Passy)
- Oro Triathlon International Mont-Blanc a staffetta mista (lago di Passy)
- 7^ Challenge Triathlon Kaiserwinkl-Walchsee Medio (Walchsee)
- Oro Triathlon Olimpico di Baldassarre (Ivrea)
- Oro Campionati Italiani Assoluti Triathlon Olimpico (Lerici)

2019
- 4^ ITU Paratriathlon World Cup, guida di Anna Barbaro (Idroscalo di Milano)
- Oro Triathlon Olimpico (Candia Canavese)
- Oro Triathlon Olimpico (Pietra Ligure)
- Oro Campionato Italiano Paratriathlon, guida di Anna Barbaro (Marina di Massa)
- Argento ITU Paratriathlon World Cup, guida di Anna Barbaro (Besançon)
- 5^ ITU Paratriathlon World Cup, guida di Anna Barbaro (Magog)
- Oro Triathlon Olimpico di Baldassarre (Ivrea)
- Oro ITU Paratriathlon World Cup, guida di Anna Barbaro (Banyoles)
- Bronzo ETU Paratriathlon European Championships, guida di Anna Barbaro (Valencia)
- Oro ITU Paratriathlon World Cup, guida di Anna Barbaro (Alanya)

2020
- Oro ITU World Paratriathlon Series, guida di Anna Barbaro (Devonport)
- Oro Paratriathlon Sprint, guida di Anna Barbaro (lago di Santa Croce)
- Oro Paratriathlon Super Sprint, guida di Anna Barbaro (Civitanova Marche)
- Oro Campionato Italiano Paratriathlon, guida di Anna Barbaro (San Benedetto del Tronto)

2021
- Oro Paratriathlon Sprint, guida di Anna Barbaro (Plaia)
- Oro Circuito Italiano Paratriathlon Sprint, guida di Anna Barbaro (Ostia)
- Argento ITU World Paratriathlon Series, guida di Anna Barbaro (Leeds)
- Oro Campionato Italiano Paratriathlon, guida di Anna Barbaro (Marina di Massa)
- Argento Paralimpiadi 2020 Paratriathlon, guida di Anna Barbaro (Tokyo)
- Argento Campionati Mondiali Paratriathlon, guida di Anna Barbaro (Abu Dhabi)

2022
- Oro Campionato Italiano Paraduathlon, guida di Francesca Tarantello (San Benedetto del Tronto)
- Oro Campionato Italiano Paratriathlon, guida di Francesca Tarantello (Marina di Massa)

2023
- 6^ World Triathlon Para Championships, guida di Anna Barbaro (Pontevedra)
- 4^ ITU Paratriathlon World Cup, guida di Anna Barbaro (Alhandra)
- Argento ITU Paratriathlon World Cup, guida di Anna Barbaro (Malaga)

- Bronzo ITU Paratriathlon World Cup, guida di Anna Barbaro (Taranto)

2024
- 4^ ITU World Paratriathlon Series, guida di Anna Barbaro (Devonport)
- Argento ITU Paratriathlon World Cup, guida di Anna Barbaro (Samarcanda)
- 4^ ITU World Paratriathlon Series, guida di Anna Barbaro (Swansea)
- 6^ ITU World Paratriathlon Series, guida di Anna Barbaro (Montréal)
- 10^ Paralimpiadi 2024 Paratriathlon, guida di Anna Barbaro (Parigi)

## Riconoscimenti
- Premio Panathlon Fair Play conferito da Panathlon Club Valle d'Aosta nell'anno 2016
- Attestato di "Amica di Verrès" consegnato dal sindaco dott. Alessandro Giovenzi in data 17 dicembre 2022
- Testimonial della campagna di promozione sociale UISP Valle d'Aosta "Pillole di movimento" nell'anno 2022
- Testimonial della campagna raccolta fondi Maison de repos J.B. Festaz "Sensi in movimento" nell'anno 2020
- Testimonial della campagna di promozione sociale Regione Autonoma Valle d'Aosta tramite lo Studio Arsenale "Dipende da me" nell'anno 2018
- Testimonial evento Garmin Italia "Gareggia con il campione"